# إعدام السجناء السياسيين في إيران 1988
الإعدامات السياسية للسجناء الإيرانيين سنة 1988 (بالفارسية:1367 اعدام زندانيان سياسي در تابستان) بدءا من 19 يوليو 1988 وإلى خمسة أشهر لاحقة تم إعدام الآلاف من السجناء السياسيين في جميع أنحاء إيران وكان أغلب السجناء من مؤيدي وأنصار حركة مجاهدي خلق والتي كانت مصنفة ضمن المنظمات الإرهابية، على الرغم من أن أعدم أنصار الفصائل اليسارية الأخرى، بما في ذلك فدائيون وحزب توده الإيراني. أدت هذه الإعدامات إلى اندلاع أعمال عنف سجلها التاريخ الإيراني. إن العدد الدقيق للسجناء المحكومين عليهم بالإعدام لا تزال نقطة خلاف. سجلت منظمة العفو الدولية أسماء أكثر من 4482 سجين اختفوا خلال ذلك الوقت لكن جماعات المعارضة الإيرانية تشير إلى أن عدد السجناء الذين أعدموا كان أعلى من ذلك بكثير، وربما يكون قد أعدم ما بين 8.000  إلى 30.000 سجين سياسي. وقد حرصت السلطات على أن تتم عمليات الإعدام بتكتم وسرية تامة، وأن تنكر ذلك الحدث، ولكن لوسع نطاق العملية وبشاعتها تمكن الناجين ممن بقوا على قيد الحياة أن يدلوا بكلمتهم حول هذه الواقعة.
المبررات المقدمة لعمليات الإعدام المزعومة تختلف، ولكن واحدة من النظريات الأكثر شيوعا هي أنها كانت في جواب هجوم 1988 على الحدود الغربية لإيران من قبل لحركة مجاهدي خلق. ومع ذلك، فإن هذا لا يفسر تماما لاستهداف الجماعات اليسارية الأخرى التي عارضت غزو مجاهدي خلق.

## فتوى الخميني
وقبل تنفيذ عمليات الإعدام بفترة قصيرة أصدر الخميني سراً فتوى لإعطاء الشرعية على عمليات الإعدام في رسالة جاء فيها إن أعضاء مجاهدي خلق يحاربون الله واليساريين مرتدين عن الإسلام:

### نص الرسالة بالفارسية
«از آنجا كه منافقين خائن به هيچ وجه به إسلام معتقد نبوده وهر چه ميگويند از روي حيله ونفاق آنهاست وبه اقرار سران انها از إسلام ارتداد پيدا كردهاند، با توجه به محارب بودن انها وجنگ كلاسيك انها در شمال وغرب وجنوب كشور با همكاريهاي حزب بعث عراق ونيز جاسوسي انها براي صدام عليه ملت مسلمان ما وبا توجه به ارتباط انان با استكبار جهاني وضربات ناجوانمردانه انان از ابتداي تشكيل نظام جمهوري إسلامي تا كنون، كساني كه در زندانهاي سراسر كشور بر سر موضع نفاق خود پافشاري كرده وميكنند، محارب ومحكوم به اعدام ميباشند. »(رضايي وسليمي نمين، پاسداشت حقيقت: 147)

### ترجمة مضمون الفتوى بالعربية
إن أعضاء منظمة مجاهدي خلق لا يعتقدون بالإسلام وإنما يتظاهرون به وبالتالي:
- نظراً لشن منظمتهم الحرب العسكرية على الحدود الشمالية والغربية والجنوبية لإيران.
- نظراً لتعاونهم مع صدام في الحرب.
- نظراً للتجسس ضد إيران.
- نظراً لصلتهم مع القوى الغربية للمطالبة بالاستقلال.

فإن جميع أعضاء منظمة مجاهدي خلق الذين ما زالوا يدعمون خلق ومواقفها فهم مشمولين باعتبارهم مقاتلين أعداء ونحتاج إلى تنفيذ أحكام الإعدام بشأنهم. في طهران تمت إدارة عمليات الإعدام بإشراف لجنة مكونة من 16 عضواً يمثلون مختلف سلطات الحكومة كان من ضمنهم الخميني بنفسه والرئيس علي خامنئي ورئيس النيابة والمحاكم الثورية ووزارة العدل ووزارة الاستخبارات وإدارة سجن جوهر دشت وإدارة سجن إيفين الواقعين في طهران المنطقة التي تم فيها إبادة السجناء.
تحركت اللجنة ذهاباً وإياباً بين سجني إيفين وجوهر دشت بالطائرة المروحية، وقد كانت هنالك لجان مماثلة للأقاليم الأخرى في غير العاصمة ولكن لم يعرف عنها إلا القليل.
السجناء لم يعدمون دون جلسات قضائية ولكنهم ربطوا بتهم لا علاقة لها بالتهم التي قادتهم إلى السجن.
فقد كانت تجري لهم مقابلات مع لجان خاصة للإجابة على قائمة من الأسئلة ليعرفون هل إنهم محاربين أم مرتدين وتكون النتيجة باقتناع وارتياح تلك اللجان.
والكثير من السجناء لم يكونوا يدركون الغرض الحقيقي من هذه الأسئلة حين أجابوا عليها، ولاحقاً حذر السجناء بعضهم بعضاً على الطريقة التي يمكن أن نطلق عليها «قالت لي الطيور» وذلك بعد أن تسربت لهم معلومات لا تُعرف هل هي حقيقة أم إشاعات.
وتفيد بعض التقارير أن الخطوات التمهيدية للحادثة تم التخطيط لها قبل عدة أشهر من بدء تنفيذ عمليات الإعدام فأحد التقارير يقول: إن المسؤولين على السجون قد قاموا بخطوة الاستجواب في نهاية 1987 وفي بداية 1988 تمت إعادة الاستجواب وتفريق جميع السجناء السياسيين حسب انتماءاتهم الحزبية ومدة عقوبتهم.
بدأ التنفيذ الفعلي لعمليات الإعدام في الساعات الأولى من 19/7/1988 مع عزل السجناء عن العالم الخارجي فقد اغلقت أبواب السجون وألغيت الزيارات والاتصالات الهاتفية وتلقي الرسائل والطرود البريدية وحتى الأدوية الحيوية إلى غير ذلك من الأمور.
وفي المقابل تم حتى منع أقارب السجناء من التجمهر في الخارج عند بوابات السجن.
أُقفلت زنزانات السجون وتم إفراغها من الراديوات والتلفزيونات وأغلقت الأماكن التي لها علاقة بالسجناء كصالات المحاضرات وورش العمل وعيادات العلاج ليقتصر وجود السجناء على زنازينهم فقط وطلب من الحراس وموظفي السجن عدم التحدث مع السجناء.
أحد السجناء صنع لاسلكي ليستمع من خلاله إلى أخبار الراديو لما يحصل في الخارج ولكنه وجد المذيعين لا يتحدثون عن أي شيء مما يجري وراء الكواليس.

## التعامل مع مجاهدي خلق
السجناء من مجاهدي خلق الذين تم تقديمهم أولاً للمقابلات كانوا الذكور وقد اشتملوا حتى على من أظهروا التوبة وتخليهم عن مصادقة من كانوا معهم في المجموعة.
استهلت اللجنة محضر الجلسات معهم بوعد زائف بالأمان وأخبارهم بأنها ليست المحاكمة بل إنها عملية لفصل المسلمين عن غير المسلمين وإصدار عفو عام.
في البداية سئل السجناء من مجاهدي خلق عن نوعية انتماءاتهم العضوية للمنظمة فإذا أجابوهم بأنهم محاربين فإن الأسئلة تتوقف عند هذا السؤال. وإذا أجابوا بغير ذلك فإن اللجنة تواصل عليهم طرح بعض الأسئلة مثل:
-هل أنت مستعد أن تستنكر زملائك السابقون؟
- هل أنت مستعد أن تستنكر زملائك أمام الكاميرات؟
- هل أنت مستعد للمساعدة في القبض عليهم؟
- هل ستذكر أسماء المتعاطفون معكم سراً؟
- هل أنت مستعد للتعرف على من يتحايلون بالتوبة؟
- هل ستذهب إلى جبهة القتال وتمشي خلال حقول الألغام؟
وليس من المستغرب أن جميع السجناء تقريباً أخفقوا في الإجابة الإيجابية على كل هذه الأسئلة.
فأخذوا إلى غرفة أخرى وطـُلب منهم أن يكتبوا وصاياهم الأخيرة ويسلموا ممتلكاتهم الخاصة كالخواتم والساعات والنظارات، ليأخذون بعدها معصوبي الأعين ويقتادون إلى المشنقة التي أعدموا عليها على ستة دفعات.
ونظراً لأن الشنق لا يعني الموت بكسر الرقبة وإنما خنق الضحية فبعض العمليات تستغرق ربع ساعة لموت الضحية مما أدى بعد عدة أيام إلى إجهاد الجلادين وطلبهم تشكيل فرق منظمة لإطلاق النار، ولكن الطلب واجهه الرفض من الحكومة بزعم أن الشريعة لا تشرع هذا العمل بشأنهم وينبغي إعدامهم شنقاً!!
إلا أنه يتضح جلياً أن السبب الرئيسي لإعدام السجناء شنقاً كان لأن الشنق هو الأهدأ والأكثر حفاظاً على سرية العملية من إطلاق النار.
في البداية كانت السرية فعالة، إلا إن أحد الناجين كشف عن العملية في الوقت الذي كانت تجري فيه قـُبيل الاحتفالات بذكرى انتصار الثورة.

## التعامل مع اليساريين
بعد 27 أغسطس، حوّلت اللجنة اهتمامها للسجناء اليساريين، من أعضاء أحزاب توديه، كوماليه، راهي كارغار، بيكار، إلـــخ
هؤلاء اليساريين كانوا أيضاً مطمئنين بأنهم لن يكونوا في خطر بعد أن سألوهم:
- هل أنت مسلم؟
- هل تعتقد بالله؟
- هل القرآن كلام الله؟
-هل تعتقد بالجنة والنار؟
- هل تقبل بمحمد ليكون خاتم الرسل؟
- هل ستعلن إنكارك للمادية التاريخية؟
-هل ستستنكر معتقداتك السابقة أمام الكاميرات؟
- هل تصوم في شهر رمضان؟
- هل تصلي وتقرأ القرآن؟
- هل ترغب بأن تتشاركك في الزنزانة مع مسلم أو غير مسلم؟
- هل أنت مستعد بأن تقوم بالتوقيع على إفادة خطية بالقسم بأنك تعتقد بالله والرسول والقرآن ويوم القيامة؟
- عندما كنت في طور النمو هل كان والدك يصلي ويصوم ويقرئ القرآن؟
قيل للسجناء بأن السلطات تسأل هذه الأسئلة لأنها تخطط لفصل المسلمين المرتبطين بالإسلام عمـّن لا صلة لهم به.
من هذا يتضح جلياً أن الهدف الحقيقي كان هو تحديد السجناء المعتبرين كمرتدين عن الإسلام وبهذا سوف ينضمون إلى المحاربين في المشنقة.
بعض السجناء نجوا من الإعدام بإجابتهم على الأسئلة بشكل صحيح فأعيد كلٌ منهم إلى زنزانته بعد نجاحه في الإجابة على أسئلة اللجنة.
السجناء اليساريين الذين سبق حضورهم الأسئلة أدركوا أهمية الأسئلة، فقضوا ليلة 30/8/1988 في إرسال إشارات مشفرة للزنزانات الأخرى عن طريق الضرب بعنف على جدران السجن ((إشارة إلى الخطر المخفي)).
المحققون أرادوا معرفة هل أن آباء السجناء يصلون ويصومون ويقرئون القرآن لأن أبناء هؤلاء الآباء يمكن ألاّ يكونون من المعتبرين بالمرتدين. أي إذا تربوا تربية إسلامية مناسبة في بيوتهم على إسلام صحيح فقد لا يكونون من المرتدين حسب زعمهم.
((رفض الإجابة كان يعني إجابة خاطئة)) فلو السجين اعتبرها خصوصية فالمحققين يعتبرونها اعتراف بالرّدة. !
كل هذا كان مفاجئ للسجناء، وقد علـّق أحدهم أرادوا منــّا في السنوات السابقة أن نعترف بتجسسنا وأن نتحول جبراً وقهراً إلى متدينين. أي أن صح التعبير لا ارتباط بين مدة حكم العقوبة المقضية والاحتمال القوي بالموت.
كان اليساريون يذهبون أولاً أمام لجنة إيفين حتى وإن كانوا قد أكملوا مدة عقوبتهم، فاقتيدوا دون سابق إنذار إلى الموت.

## التعامل مع النساء
لم تعط النساء من مجاهدي خلق أي مميزات بل تم التعامل معهم بمثل التعامل مع الرجال وتقريباً أرسلن جميعهن للشنق على أساس أنهن أعداء الله، أما من صنفوهن مرتدات غير محاربات فالعقوبة كانت أخف من الرجال باعتبارهن غير مسؤولات بشكل كامل عن أعمالهن فتـُرك تصنيف العقوبة على تقدير اللجنة.
النساء اليساريات أعطين فرصة لإعادة الاعتبار في عقيدتهن، وبعد التحقيق تعرضت النساء على كل صلاة يقمن بتفويتها لخمس جلدات، وهو نصف عدد الجلدات بالسوط التي كان يتلقاها الرجال لتفويت أيٌ منهم الصلاة، وعلى هذا وافق الكثيرون على أداء الصلاة أما البعض فقد قمن بإضراب عن الطعام وحتى الماء فماتت إحداهن بعد 22 يوماً تلقت خلالهم 550 جلدة.
السلطات صنفت وفاتها على إنها انتحار لأنها هي التي اتخذت القرار بأن لا تصلي.

## التعامل مع عوائل السجناء المعدومين
وفقاً لما تقوله المحامية الإيرانية لحقوق الإنسان شيرين عبادي، قيل لعائلات السجناء المعدومين عليكم ألا تطالبوا بتسلم الجثة وأن لا تقيموا الحداد بأي طريقة على روح فقيدكم فإذا التزمتم بهذا لمدة سنة فسوف نكشف لكم عن مكان قبر فقيدكم.
وبرروا ذلك لهذه العوائل بأن أسماء سجنائهم عليها ملاحظات وذلك لتعلقهم بأعضاء من مجاهدي خلق شـنـّوا هجوماً في مرساد لذا فإن السلطات تحتاج إلى الجثث، لأن الملاحظات هي تورط مؤيدين لمنظمة مجاهدي خلق في داخل السجن بالمساعدة في ذلك الهجوم.
وأضافت شرين عبادي لو تركنا جانباً بأن حصول هذا بعيد عن الاحتمال، فليس هناك تفسير لعدم تلقي السجناء محاكمات لمساعدتهم العدو وهم في داخل السجن كما تزعم الحكومة.

## تقديرات الوفيات
قدّر أحد السجناء السابقين حصيلة القتلى بالآلاف، وقدّر شاهد عيان آخر عدد القتلى ما بين 5000 إلى 6000 قائلاً 1000 من اليسار والبقية من مجاهدي خلق، علاوة على ذلك تشير إحدى التقديرات بأنهم بالآلاف فالقتلى فقط في سجن جوهر دشت الذي كانت هناك سجون متعددة مثله قدّرتهم بحدود 1500 قتيل.
وتشير دراسة متأخرة استخدمت معلومات متفرقة من أقاليم ومقاطعات مختلفة بأن عدد الذين تم اعدامهم هو 12000 سجين، أما منظمة العفو الدولية فتقدر المجموع بأكثر من 2500 وتقول إن الأغلبية الساحقة هي لسجناء الرأي الذين لم يقترفون أفعال حقيقية من تخطيطات وما أشبه ضد الدولة.
ومن المقدر أن معظم الذين تم اعدامهم إما كانوا في المدرسة الثانوية وإما في الكلية أو من الخريجين الجدد، وأكثر من 10% منهم من النساء.

## استقالة المنتظري
واحدة من نتائج هذه الإعدامات العشوائية كانت استقالة نائب الخميني حسين علي المنتظري ولـيّ العهد والقائد الأعلى.
حين سمع المنتظري عن الاعدامات أصدر ثلاثة رسائل عامة أرسل أثنين منها إلى الخميني وواحدة إلى اللجنة الخاصة استنكر وشجب فيها الاعدامات وحمـّل اللجنة الخاصة مسؤولية انتهاك حرمة الإسلام بإعدامهم التائبين والمذنبين القاصرين أيضاً.
منظمة كوزار:
يقول شاهروز من منظمة كوزار أنه من المحـيّر أن هناك بكل بساطة أثنتين من أقوى منظمات حقوق الإنسان هما منظمة العفو الدولية ومنظمة مراقبة حقوق الإنسان لم يكتبا تقارير كاملة عن هذه الجريمة الواسعة النطاق والتي هي كالإبادة الجماعية في عام 1988
انتقاد آخر:
وصفت منظمة مراقبة حقوق الإنسان الاعدامات بالمتعمدة والمنظمة خارج نطاق القضاء وادانتها باعتبارها جرائم ضد الإنسانية واتهمت وزير الداخلية الإيراني آنذاك مصطفى محمدي بالتورط المباشر في عمليات القتل.

## وصلات خارجية
- قائمة بأسماء المطلوبين للمحاكمة في هذه الجريمة مع أسباب تورطهم وأدوارهم
- منظمة الدفاع عن السجناء السياسيين في إيران (فارسي)
- منظمة الدفاع عن السجناء السياسيين في إيران (إنجليزي)